# Alexander Tutsek
Alexander Tutsek (* 4. Januar 1927 in Comandău, Rumänien; † 14. September 2011 in München) war ein deutscher Unternehmer aus der ungarischsprachigen Minderheit der Magyaren in Rumänien.

## Leben
Alexander Tutsek wurde am 4. Januar 1927 im rumänischen Szeklerland geboren. Er besuchte das Gymnasium in Budapest. 1947 wurde er nach einem gescheiterten Fluchtversuch in den Westen zu einer Gefängnisstrafe verurteilt. 1951 gelang ihm die Flucht aus einem Zwangsarbeitslager nach Wien. Dort arbeitete er als Journalist und betrieb eine Presseagentur.
Alexander Tutsek wurde von der Familie seiner ersten Frau zur Unterstützung in die von seinem Schwiegervater Karl Albert 1951 gegründete Firma  Steinwerke Feuerfest Karl Albert GmbH geholt. Er übernahm nach dem Ausscheiden seines Schwiegervaters die Firmenleitung und entwickelte die Firma zur international agierenden Refratechnik-Gruppe. Die Refratechnik-Gruppe wird von der 1995 gegründeten Refratechnik Holding GmbH geleitet, deren Gesellschafter und Vorsitzender der Geschäftsleitung Tutsek in den ersten Jahren war.
Alexander Tutsek gründete im Jahr 2000 gemeinsam mit seiner vierten Frau, der Psychologin Eva-Maria Fahrner-Tutsek, (* 1952) die gemeinnützige Alexander Tutsek-Stiftung. Sie fördert Kunst und Wissenschaft.